# 蜀郡
蜀郡（しょく-ぐん）は、中国にかつて存在した郡。秦代から唐代にかけて、現在の四川省成都市を中心とした地域に設置された。

## 概要
紀元前285年（秦の昭襄王22年）、蜀侯綰が反乱を疑われて処刑されると、蜀郡が置かれた。郡治は成都に置かれた。
前漢のとき、蜀郡は益州に属し、成都・郫・繁・広都・臨邛・青衣・江原・厳道・綿虒・旄牛・徙・湔氐道・汶江・広柔・蚕陵の15県を管轄した。前漢末に26万8279戸、124万5929人があった。
赤眉の乱の混乱の中、公孫述はこの地に割拠し、建武元年（25年）には皇帝を号し、国号を「成家」とした。しかし、光武帝の命を受けた来歙らによって滅ぼされた。
後漢のとき、蜀郡は成都・郫・繁・広都・臨邛・江原・綿虒・湔氐道・汶江・広柔・蚕陵の11県を管轄した。
212年から214年にかけて、劉備]がこの地に侵攻、劉璋から領土を奪った（入蜀）。220年、曹丕が後漢を廃し、魏を建国すると、221年に劉備は対抗して皇帝を称し、蜀漢を建国した。しかし、263年、魏の侵攻を受け滅亡した（蜀漢の滅亡）。
太康年間、西晋により蜀郡は成都国と改められた。後に蜀郡にもどされた。蜀郡は成都・広都・繁・江原・臨邛・郫の6県を管轄した。南朝宋のとき、蜀郡は成都・郫・牛鞞・繁・永昌の5県を管轄した。南朝斉のとき、蜀郡は成都・郫・牛鞞・繁・永昌の5県を管轄した。
582年（開皇2年）、隋により西南道行台省が置かれた。583年（開皇3年）、総管府が置かれた。605年（大業元年）に総管府が廃止された。蜀郡は成都・双流・新津・晋原・清城・九隴・綿竹・郫・玄武・雒・陽安・平泉・金淵の13県を管轄した。
618年（武徳元年）、唐により蜀郡は益州と改められ、総管府が置かれた。742年（天宝元年）、益州は蜀郡と改称された。757年（至徳2載）、蜀郡は成都府と改められ、蜀郡の呼称は姿を消した。